# Aminet
Aminet è la più ampia raccolta di software disponibile per computer Amiga compatibili su vari mirror FTP in Internet.

## Storia
Nata nel 1992 dagli sforzi del fondatore Urban Müller è subito cresciuta a dismisura diventando tra l'altro per un paio di anni attorno all'anno 1996  la più grande raccolta di software di altre piattaforme.
Dopo quell'anno è cominciato il declino, toccando il culmine nel 2004 per il numero di upload minimo e per un serio problema al server centrale tanto che il progetto sembrò destinato a finire, ma dall'anno successivo 
conobbe una ripresa stata e il traffico dopo otto anni ha finalmente invertito la tendenza ed è tornato a salire; trend peraltro confermato nel 2006.